# Кюлявков Крум Павлов
Кулявков Крум Павлов (болг. Крум Павлов Кюлявков, 24 лютого 1893, Кюстенділ, Болгарія — 18 грудня 1955, Софія, Болгарія) — болгарський письменник та діяч болгарської компартії. Заслужений діяч культури (з 1953).
Член Болгарської компартії з 1918 року. В 1921 був делегатом III конгресу Комінтерну в Москві. У 1928–1940 роках жив в СРСР, зокрема на теренах України (переважно в Харкові). Видав збірки віршів «Занесені сокири» (1931), поеми «Атака» (1931), «Сашо» (1932), роман «Перелом» (1935). Повернувшись до Болгарії, брав участь у нелегальному комуністичному русі. Основні твори — збірка віршів «Розпал» (1945), п'єси «Боротьба продовжується» (1945). «Борсанови» (1948), «Перший удар» (1952, про Г. Димитрова; поставлено на сцені Київського театру ім. Лесі Українки), повість «Хліб та ще дещо» (вид. 1956). Автор нарисів про Сов'єцький Союз.
Перекладав твори Т. Шевченка, зокрема, 1939 року в Києві видано болгарською мовою повість «Художник» і збірку поетичних «Вибраних творів», яку 1950 перевидано в Софії в доповненому вигляді, переклав «Заповіт». Перекладав також твори П. Тичини, В. Маяковського.

## Українські переклади
- Боротьба продовжується. — К., 1946,
- Перший удар. — К., 1959,
- Вірші в кн.: Антологія болгарської поезії, т. 2. — К., 1974.